# Johann Maria Farina

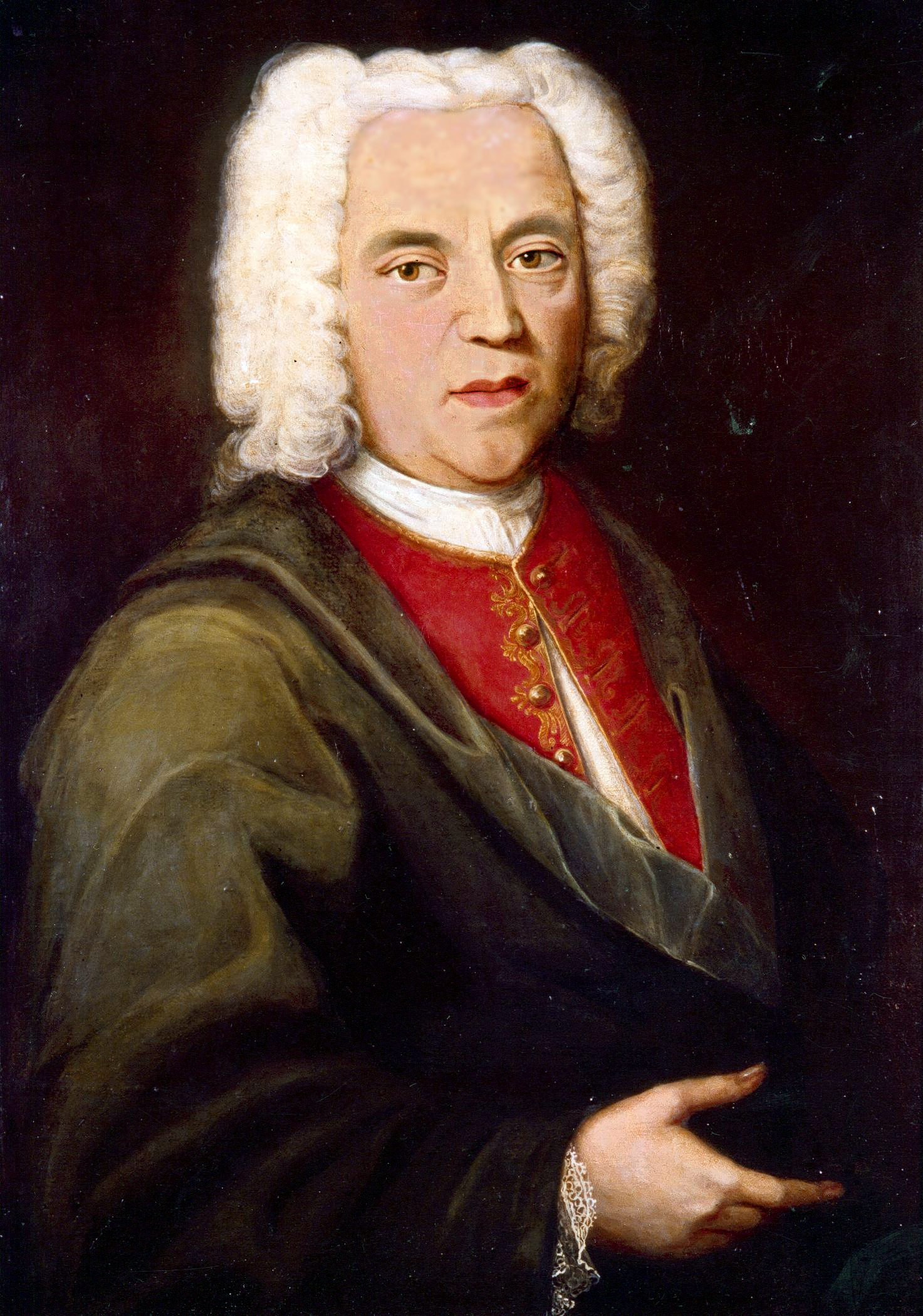
Giovanni Maria Farina 1685-1766

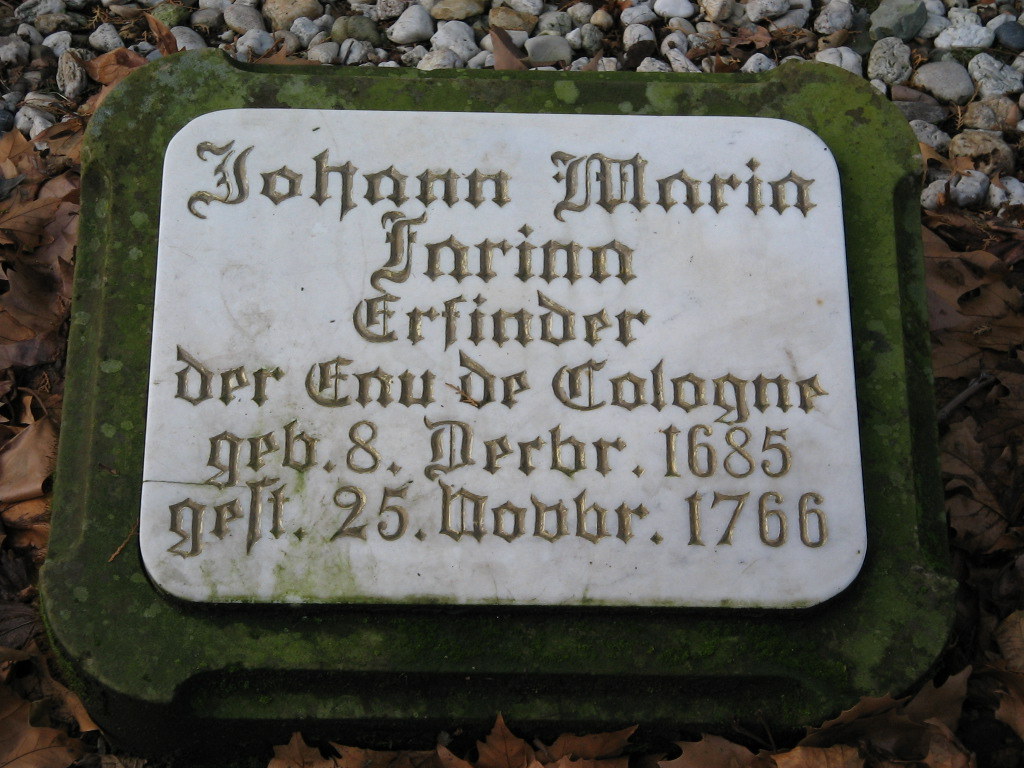
Graf op het Melaten-kerkhof in Keulen

Johann Maria Farina (Italiaans: Giovanni Maria Farina), (Santa Maria Maggiore (Italië), 8 december 1685 – Keulen, 25 november 1766), was parfumeur en uitvinder van de eau de cologne, een reukwater dat nog steeds wordt geproduceerd.
Farina werd in 1714 compagnon van zijn broer Johann Baptist Farina, die vanaf 1709 in Keulen het bedrijf Farina gegenüber voerde, en noemde zijn nieuwe reukwater eau de cologne (Keuls water) ter ere van zijn nieuwe woonplaats. Met deze lichte, frisse geur, die een sterk contrast vormde met de gebruikelijke zware en zoete geuren van die tijd, maakte Farina de stad Keulen wereldberoemd als stad van geuren en parfum. Keulen eerde hem hiervoor met een beeltenis aan de toren van het stadhuis. 
Farina is begraven op de Keulse begraafplaats Melaten.